# Миленијум
Миленијум је временски интервал који траје 10 векова односно 1.000 година. Израз је настао комбиновањем латинских речи mille, што значи хиљаду и annum, што значи година.
Миленијум може бити било који период од хиљаду година, али је ипак одомаћено да се године рачунају од прве па до хиљадите. Тако имамо да се за године у распону од 1. до 1000. каже да су први миленијум, од 1001. до 2000. су други миленијум, а од 2001. до 3000. су трећи миленијум. Ово стога што није постојала нулта година. После 31. децембра прве године пре нове ере је дошао 1. јануар прве године нове ере.

## Дебата о прославама миленијума
Уочи прославе 2000. године водила се јавна расправа о томе да ли почетак те године треба схватити као почетак „новог“ миленијума. Историјски гледано, дебата се водила на прелазу претходних деценија, векова и миленијума. Питање произилази из разлике између конвенције употребе редних бројева за бројање година и миленијума, као у „трећем миленијуму”, или употребе народног описа, као у „две хиљаде”. Разлика у мишљењу се своди на то да ли славити, крај или почетак године „-000“. Прва конвенција је уобичајена у земљама енглеског говорног подручја, али је друга фаворизована, на пример, у Шведској (tvåtusentalet, што се дословно преводи као период две хиљаде).
Они који сматрају да долазак новог миленијума треба славити на прелазу из 2000. у 2001. (тј. 31. децембра 2000. до 1. јануара 2001. године) тврдили су да Anno Domini систем бројања година почиње од 1. године (није било нулте године и стога је први миленијум био од 1. до краја 1000. године, други миленијум од 1001. до краја 2000. и трећи миленијум који је почео 2001. и завршио се крајем 3000. године.
Популарна култура је подржавала прославу доласка новог миленијума на прелазу из 1999. у 2000. (тј. 31. децембра 1999. до 1. јануара 2000. године), у смислу промене цифара стотине у броју године, са превртањем нула, у складу је са народним разграничењем деценија њиховим цифрама „десетице“ (нпр. именовање периода од 1980. до 1989. као „1980-е“ или „осамдесете“). Ово се понекад назива „ефекат одометра“. Додатно свом културном значају, „2000. година“ је била популарна фраза која се односила на често утопијску будућност, или годину када су се дешавале приче у таквој будућности. Постојало је и интересовање медија и јавности за компјутерску грешку Y2K.
Трећи став изнео је Бил Пауп, почасни конзул Кирибатија: „За мене, једноставно не видим о чему се ради... то неће ништа променити. Следећег дана ће изаћи сунце опет и онда ће све то бити заборављено.“ А чак и за оне који су славили, астрономски гледано, није било ничег посебног у вези са овим конкретним догађајем.
Стевен Хај Гулд, у свом есеју Денисова дебата угашеног деминутива (енгл. Dousing Diminutive Dennis' Debate или DDDD = 2000) (Диносаурус у пласту сена), расправљао је о тумачењу транзиције у култури „високе“ наспрам „поп“ културе. Гулд је приметио да је висока култура са својом строгом конструкцијом била доминантна тачка гледишта на почетку 20. века, али да је гледиште поп културе доминирало на његовом крају.
Почетак 21. века и 3. миленијум се славио широм света почетком 2000. Годину дана касније, почетком 2001. године, прославе су се углавном вратиле на уобичајено звоњење само још једне нове године, иако су неки поздравили „прави миленијум“, укључујући америчког званичног мериоца времена, Морнаричку опсерваторију САД, и земље Куба и Јапан.
Популаран приступ је био да се крај 1999. третира као крај „миленијума“ и да се прославе миленијума одрже у поноћ између 31. децембра 1999. и 1. јануара 2000. године са културним и психолошким значајем наведених догађаја, изнад комбиновања како би се прославе обележиле годину дана раније од званичног датума.